# NGC 5137
NGC 5137 је спирална галаксија у сазвежђу Девица која се налази на NGC листи објеката дубоког неба.
Деклинација објекта је + 14° 4' 37" а ректасцензија 13h 24m 52,5s. Привидна величина (магнитуда) објекта NGC 5137 износи 14,8 а фотографска магнитуда 15,6. NGC 5137 је још познат и под ознакама CGCG 72-71, PGC 46907.